# Bromoprida
A bromoprida é um antiemético e regulador da motricidade gastroduodenal que estimula o peristaltismo gástrico a partir do centro, promovendo ativamente o esvaziamento do estômago. Atua primariamente na zona desencadeadora quimiorreceptora e, em grau menor, no centro do vômito.
A substância é indicada para náuseas, vômitos de qualquer etiologia, cólicas, espasmos.
Também parece ser segura e eficaz para uso na gravidez.

## Indicação
A bromoprida é indicada no tratamento de náuseas e vômitos, incluindo náuseas e vômitos pós-operatórios (NVPO); doença do refluxo gastroesofágico (GERD/GORD); e como preparação para estudos endoscópicos e radiográficos do trato gastrointestinal. O fabricante também afirma que é valioso em, entre outras indicações, soluços e efeitos adversos gastrointestinais da radioterapia.

## Efeitos adversos
A bromoprida é geralmente bem tolerada; os efeitos adversos mais comuns de seu uso são sonolência e fadiga. A bromoprida raramente pode causar sintomas extrapiramidais e, como ocorre com a metoclopramida, pode aumentar os níveis de prolactina.

## Química
A bromoprida é uma benzamida substituída, intimamente relacionada à metoclopramida. É idêntico à metoclopramida, exceto pela presença de um átomo de bromo, onde a metoclopramida tem um substituinte de cloro.

## Disponibilidade
A bromoprida não está disponível nos Estados Unidos ou no Reino Unido. É comercializado no Brasil pela Sanofi-Synthélabo com o nome comercial Digesan, pela LIBBS com o nome Plamet e como medicamento genérico.